# Oyoki
Albums de Kalash Criminel
R.A.S
(2016) La Fosse aux lions
(2018)
Singles
1. Euphorie
Sortie : 10 mars 2017
2. Hood
Sortie : 3 mai 2017
3. Enterrez-les
Sortie : 4 mai 2017
4. Mélanger (feat. KeBlack)
Sortie : 19 mai 2017
5. Piano sombre
Sortie : 29 mai 2017
6. Ce genre de mec
Sortie : 25 juillet 2017
7. Chacun ses Raisons (Docks)
Sortie : 31 juillet 2017
8. Shottas
Sortie : 24 août 2017
9. Tchernoyl (Glové)
Sortie : 13 novembre 2017

Oyoki est la deuxième mixtape du rappeur français Kalash Criminel, sortie le 19 mars 2017 sous les labels 10/12 Records, Def Jam France et Universal.

## Genèse
Le 10 mars 2017, il sort le clip Europie, premier extrait de la seconde mixtape de Kalash Criminel.
Le 3 mai 2017, il sort Hood, second extrait de Oyoki qui est un titre sans clip et dévoile sa tracklist, le même jour.
Le 4 mai 2017, il sort le clip Enterrez-les, le troisième extrait de la future mixtape de Kalash Criminel.
Le même jour de la sortie de l'album qui est le 19 mai 2017, sort le dernier extrait qui se nomme Mélanger en collaboration avec le chanteur et rappeur français KeBlack.
Dans cette mixtape, Kalash Criminel collabore avec Jul, Vald, Sofiane, Mac Tyer, KeBlack et avec un rappeur moins connu que les autres, Douma.
Deux rappeurs sont invités dans cette mixtape pour des titres solo. Les deux rappeurs qui sont invités sont Docks et Glové.

## Accueil commercial
La première semaine, Oyoki s'écroule à 8 031 exemplaires.
Quatre mois plus tard, la mixtape est certifiée disque d'or puis disque de platine en avril 2022.

## Liste des pistes
| Oyoki | Oyoki                                           | Oyoki                                    | Oyoki                            | Oyoki | Oyoki | Oyoki | Oyoki | Oyoki | Oyoki |
| No    | Titre                                           | Auteur                                   | Compositeur(s)                   | Durée |       |       |       |       |       |
| ----- | ----------------------------------------------- | ---------------------------------------- | -------------------------------- | ----- | ----- | ----- | ----- | ----- | ----- |
| 1.    | Polnareff                                       | Kalash Criminel                          | Double X                         | 1:34  |       |       |       |       |       |
| 2.    | Euphorie                                        | Kalash Criminel                          | Rim's                            | 4:00  |       |       |       |       |       |
| 3.    | Bénéfice                                        | Kalash Criminel                          | Samm Busy, Habib Defoundoux      | 4:15  |       |       |       |       |       |
| 4.    | Enterrez-les                                    | Kalash Criminel                          | Simssong                         | 3:04  |       |       |       |       |       |
| 5.    | Nada (feat. Douma)                              | Kalash Criminel, Douma                   | Homess                           | 3:54  |       |       |       |       |       |
| 6.    | Tchernobyl                                      | Glové                                    | Lex Abraham                      | 3:42  |       |       |       |       |       |
| 7.    | Piano sombre                                    | Kalash Criminel                          | Double X                         | 1:39  |       |       |       |       |       |
| 8.    | Je ne comprends pas (feat. Jul)                 | Kalash Criminel, Jul                     | Jul                              | 4:25  |       |       |       |       |       |
| 9.    | Shottas                                         | Kalash Criminel                          | Alt Kontrol                      | 3:28  |       |       |       |       |       |
| 10.   | Guedro (Remix) (feat. Vald, Sofiane & Mac Tyer) | Kalash Criminel, Vald, Sofiane, Mac Tyer | DJ Ritmin, Guilty, Katrina Squad | 5:14  |       |       |       |       |       |
| 11.   | Chacun ses raisons                              | Docks                                    | Tram's                           | 3:44  |       |       |       |       |       |
| 12.   | Ce genre de mec                                 | Kalash Criminel                          | Double X                         | 2:39  |       |       |       |       |       |
| 13.   | Mélanger (feat. KeBlack)                        | Kalash Criminel, KeBlack                 | Ghenda                           | 3:11  |       |       |       |       |       |
| 14.   | Hood                                            | Kalash Criminel                          | Double X                         | 3:18  |       |       |       |       |       |
| 15.   | T'es mort                                       | Kalash Criminel                          | Swedish Trap Mafia               | 4:48  |       |       |       |       |       |
| 53:02 |                                                 |                                          |                                  |       |       |       |       |       |       |

## Titres certifiés en France
- Piano Sombre  Or[6]
- Je ne comprends pas (avec Jul)  Or[7]

## Clips vidéos
- Europhie : 10 mars 2017
- Enterrez-les : 4 mai 2017
- Mélanger (feat. KeBlack) : 19 mai 2017
- Piano sombre : 29 mai 2017
- Ce genre de mec : 25 juillet 2017
- Chacun ses raisons (Docks) : 31 juillet 2017
- Shottas : 24 août 2017
- Tchernobyl (Glové) : 13 novembre 2017

## Classements et certifications

### Classements hebdomadaires
| Classement (2020)            | Meilleure place |
| ---------------------------- | --------------- |
| France (SNEP)                | 3               |
| Belgique (Wallonie Ultratop) | 23              |
| Suisse (Schweizer Hitparade) | 79              |
| Suisse (Charts Romandie)     | 22              |

### Certifications et ventes
| Pays          | Certification | Unités  |
| ------------- | ------------- | ------- |
| France (SNEP) | Platine       | 100 000 |